# Luisa Carvajal y Mendoza

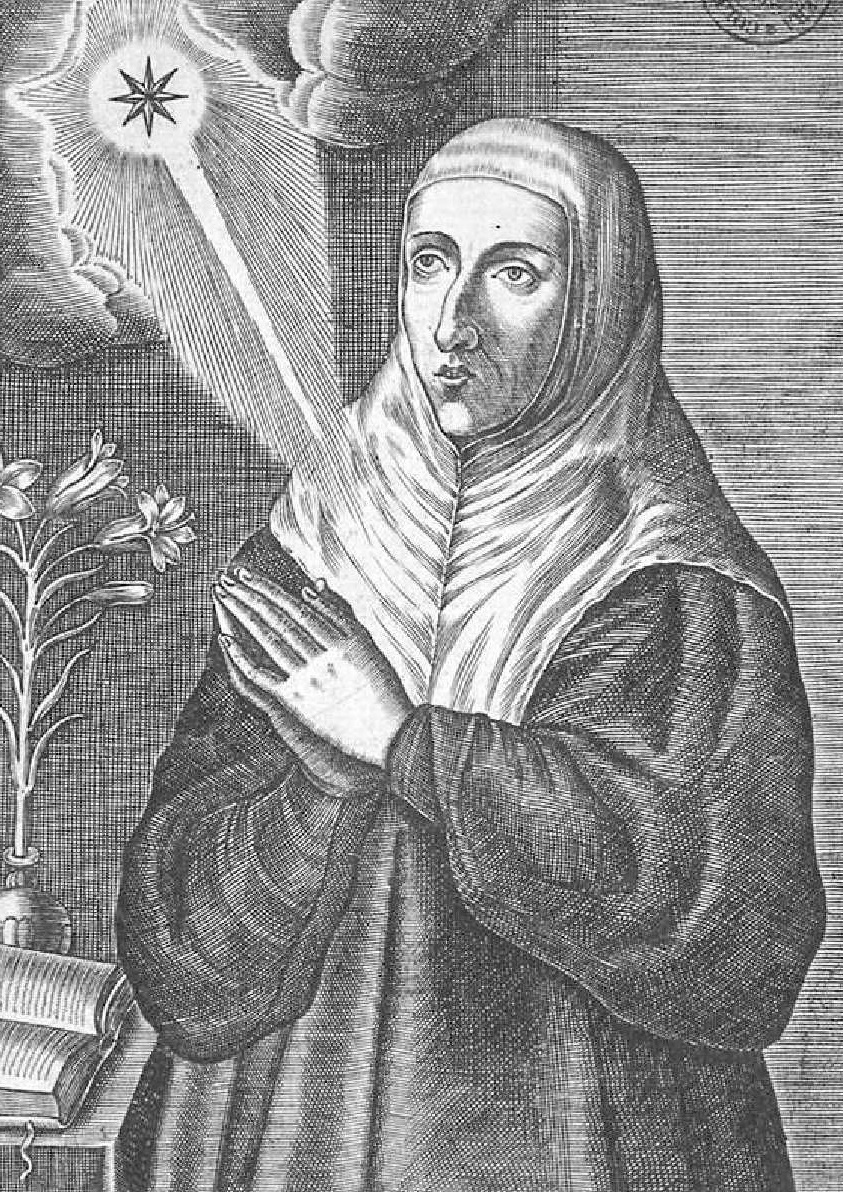
Luisa Carvajal y Mendoza – Porträt von Juan de Courbes, 1623, Madrid, Biblioteca Nacional de España.

Luisa Carvajal y Mendoza (auch Doña Luisa de Carvajal y Mendoza) (* 2. Januar 1566 in Jaraicejo; † 2. Januar 1614 in London) war eine spanische Verfasserin religiöser Gedichte und eine Predigerin gegen den Anglikanismus und Missionarin der Gegenreformation in England. Sie wurde zweimal wegen ihrer katholischen Bekehrungsaktivitäten in England inhaftiert (1608 und 1613). Obwohl sie aufgrund ihrer Todesursache nicht als Märtyrerin angesehen werden kann, legte sie im Jahr 1598 ein Gelübde für das Martyrium ab.

## Leben

### Frühe Jahre
Luisa Carvajal y Mendoza entstammt einer wohlhabenden Familie mit königlicher Abstammung. Ihr Vater war Francisco de Carvajal, ein angesehener Theologe und Anhänger des Jesuitenordens. Carvajals Mutter war Maria de Mendoza, die aus einer angesehenen Familie stammte. Im Alter von sechs Jahren starben jedoch beide Eltern an einer Krankheit und sie wurde bis zum zehnten Lebensjahr in die Obhut ihrer Tante Maria Chacon gegeben, die Gouvernante in Madrid war. Carvajal wurde nach Pamplona in die Obhut ihres Onkels Francisco Hurtado, einem anerkannten Diplomaten und 1. Marquis von Almazán, gegeben. Sie besuchte eine Privatuniversität, wo sie eine Ausbildung in Literatur und Theologie erhielt.
Nach dem Tod ihres Onkels im Jahr 1592 deutet Carvajal in ihren Schriften an, dass dies ihr ein Gefühl der Freiheit verschaffe, da sie nun voll und ganz für Christus leben konnte, wie sie es sich so sehr wünschte. In einer Zeit, in der Frauen entweder heirateten oder in Klöster gingen, um Nonnen zu werden, entschied sie sich für keinen dieser Wege.
Während der Zeit, die Luisa Carvajal bei ihrem Onkel Francisco Hurtado verbrachte, wurden Bußübungen für sie zur Gewohnheit und eine Form der Hingabe, die im 16. Jahrhundert in Spanien sehr verbreitet war. In ihrer Jugend waren sie von ihrem Onkel als Bestrafung angeordnet worden. Luisa übernahm diese Selbstkasteiungen als Symbol der Meditation über die Passion Christi. Hier ist eine lebhafte Beschreibung von Carvajal, die sich an ihre Zeit im Haushalt ihres Onkels erinnert:

“Later my uncle found another person among the same women of the household to serve in this, and at times he would order one [to discipline me], at times the other. And so, he would order at times that they lead me unclothed and barefoot, with my feet on the extremely cold floor, with a cap on my head that only held my hair, and a towel tied to my waist, a rope at my neck, which sometimes was made of hair bristles and others of hemp, and my hands tied with it, from one room to another, like an evil-doer, until arriving at the last small oratory that was beyond. It was a closed room and removed from the rest of the house and in a very secret part, and in front of me, pulling lightly by the rope,went one of the servile people of Our Lord of whom I have spoken, and at times she uttered words of humiliation and shame.”

Zwischen 1593 und 1598 legte Luisa Carvajal eine Reihe von religiösen Gelübden ab. Dazu gehörten die Gelübde der Armut, der Keuschheit, des Gehorsams und der spirituellen Vollkommenheit.
Dem Gelübde der Armut folgend, lieferte sich Luisa Carvajal nach dem Tod ihres Onkels einen Rechtsstreit mit ihrem Bruder um ihr Erbe. Sie  erhielt ihre Mitgift und gab das Geld an die Jesuiten. Sie lehnte die Gebräuche und Privilegien des Adels und der königlichen Abstammung ab und begann, sich von ihren Familienmitgliedern zu distanzieren. Die Familie kritisierte Carvajals Verhalten. Luisa Carvajal praktizierte Umkehrungen der sozialen Stellung, indem sie sich unter den Gehorsam anderer Frauen stellte, kochte, fastete oder sogar um Essen bettelte.
Ungefähr im Alter von 17 Jahren spielen Carvajals Briefe mit dem Gedanken des Märtyrertums. Im Jahr 1598 legte sie ein formelles Märtyrergelübde ab, mit dem Ziel Vergebung für ihre eigenen Sünden zu erlangen und für Christus zu sterben. Im Jahr 1601 lebte sie in Valladolid, einer Region Spaniens, die für religiöse Aktivität von Frauen bekannt war, und wohnte in der Nähe eines Jesuitenkollegs. So konnte sie einige der von Jesuitenpriestern geschriebenen Werke kennenlernen und lesen, was ihre Gedanken des Martyriums und der Bekehrung weiter befeuerte. Als Ergebnis des Gelübdes erhielt sie schließlich die Erlaubnis nach England zu reisen, wo sie sich dem katholischen Untergrund anschloss. Carvajal schreibt dazu:

“Y cada hora de dilacíon me parecía a mí un año; y hallabame con gran deseo de no perder nada que estuviese en mi mano de lo que con justicia creía me tocaba, por entregarlo todo a nuestro Señor y poder cumplir con las cosas que deseaba, y ayudar lo posible a la Misión de Inglaterra”

„And every hour that passed seemed to me a year; and I was filled with a great wish not to lose what was in my hands to achieve that which I believed was rightly in my power, so I could in turn give it all to our Lord and accomplished what I wished and do what I could to help the English Mission“

### London
Sie beschloss nach England zu gehen, um Anglikaner zum Katholizismus zu bekehren, und sie war bereit, für diese Sache als Märtyrerin zu sterben. In England war die Atmosphäre gegenüber katholischen Aktivitäten, im zeitlichen Umfeld des Gunpowder Plots, feindselig. Am 24. Januar 1605 brach Carvajal trotzdem von Valladolid nach London auf, wo sie Ende des Jahres ankam. Der Jesuitenpater Henry Garnet, der sechs Monate nach Ankunft Carvajals in England hingerichtet wurde, weil er Informationen über Verschwörung des Gunpowder Plots kannte, hatte die Reise arrangiert.
Luisa Carvajal arbeitete in London als Lehrerin und Missionarin; sie wurde oft als „römischer Priester in Frauenkleidern“ bezeichnet. Sie war vor allem karitativ tätig, indem sie sich um Kranke kümmerte und Prostituierten zu einem besseren Leben verhalf. Sie besuchte Gefängnisse, wo sie inhaftierte Priester besuchte, um sie zu ermutigen, weiter für die katholische Sache zu kämpfen. Sie beschaffte Geld für die Armen und verteilte katholische Literatur in England und im Ausland.
In Briefen und Gesprächen steht Carvajal im Austausch mit einer Frau, die den religiösen Namen Magdalena de San Jeronimo trug. Obwohl Briefe zeigen, dass ihr Name mit dem einer Nonne (Verwendung von monja oder sor) verbunden war, wird angenommen, dass sie nicht in einen religiösen Orden eingebunden war. Ihre Unterhaltungen drehten sich größtenteils um die politische Situation der Katholiken in England und Spanien. Auf dem Hintergrund wachsender Feindseligkeiten gegen die Katholiken in England drängte San Jeronimo Carvajal dazu, nach Spanien zurückzukehren, was zu Spannungen zwischen den beiden führte. Im Jahr 1607 endete der Briefwechsel. In einem ihrer Briefe listet Carvajal die Gründe auf, warum sie in England bleiben will:

“And as to my return , your letters and your good company are very tempting, but I dare not leave without entrusting it more to Our Lord, for I fear defying his will, and do not yet find or base any good reason in his will for my return as I did for my departure”

Carvajal lebte in einer Gemeinschaft mit fünf weiteren Frauen, die den Namen "Gesellschaft der Souveränen Jungfrau Maria unserer Lieben Frau" erhielt. Die Frauen in dieser Gesellschaft, auch als "Soldatenmädchen" bezeichnet, führten ein Leben des inbrünstigen Gebets und verpflichteten sich „für das Bekenntnis des heiligen katholischen Glaubens zu einem gewaltsamen und glücklichen Tod“. Die Frauen waren freiwillig in dieser quasi-klösterlichen aber nicht in den klösterlichen Gehorsam eingebundenen Gemeinschaft. Anglikaner wie George Abbot, der Erzbischof von Canterbury, brachten ihre Gesellschaft jedoch mit dem Mönchtum in Verbindung, was einer der Gründe für ihre zweite Inhaftierung im Jahr 1613 war.

### Verhaftungen und Tod
Carvajals erste Inhaftierung erfolgte im Juni 1608. Sie hatte in Cheapside intensiv zu den Vorzügen des Katholizismus missioniert. Auf einer Straße begann sie mit Bürgern zu streiten und den Katholizismus als die „wahre Religion“ zu verteidigen. Dies führte zu ihrer Verhaftung und der von zwei ihrer Freundinnen. Carvajal blieb vier Tage lang im Gefängnis. Mit Hilfe des spanischen Botschafters Pedro de Zuñiga, den sie bei ihrer Ankunft in England in der spanischen Botschaft aufgesucht hatte, konnte sie die Freilassung erreichen. Zuñiga bat sie, London zu verlassen und nach Spanien zurückzukehren, was sie ablehnte.
Carvajals zweite Inhaftierung erfolgte am 28. Oktober 1613, als Sheriffs auf Befehl von George Abbot, dem Erzbischof von Canterbury, in ihr Haus einbrachen und sie verhafteten, weil sie angeblich plante, ein Kloster zu eröffnen, was gegen die englischen Gesetze verstieß, da es Frauen nicht erlaubt war, sich zu religiösen Zwecken zu versammeln. Dies führte zu einem diplomatischen Konflikt, da der König den Frieden mit Spanien aufrechterhalten wollte. Wieder gelang es dem spanischen Botschafter, diesmal Diego Sarmiento de Acuña, sie nach drei Tagen Gefangenschaft zu befreien; sie wurde jedoch gezwungen, England zu verlassen. Sarmiento nahm sie in Gewahrsam, deportierte sie aber nicht sofort nach Spanien, sondern gab ihr Unterkunft in der spanischen Botschaft, wo sie kurz nach ihrer Entlassung an einer Bronchialerkrankung starb.

## Werke
Carvajal hat rund 50 geistliche Gedichte und über 150 Briefe hinterlassen.
Ihre Poesie reicht dabei von pastoraler Lyrik bis zu Sonetten.
Carvajals Briefe schildern die anhaltenden politischen Unruhen, mit denen die Katholiken in England zu dieser Zeit konfrontiert waren. Ihre Briefe enthalten ausführliche Beschreibungen ihres täglichen Lebens in England sowie Gebete, in denen sie die ihr Nahestehenden um geistliche Kraft und Gebete bittet. Ihre häufigste Briefpartnerin war die schon erwähnte Magdalena de San Jeronimo. Eine weitere war Ines de la Asuncion, die mit Carvajal in Spanien gelebt hatte, nach England gehen wollte, aber nicht durfte.
Das folgende „Geistliche Sonnett“ (in einer englischen Übertragung) veranschaulicht durch eine Analogie den Prozess, dem Wort Gottes zu erlauben, in das eigene Leben einzutreten:
Receive, Silva, from your sweet Beloved
this close embrace, with immense love brimming,
and through my right side's opening
enter, little dove, within my breast.
Repose on the sacred flowering bed
and inflame yourself with love so passionate
that not until the strong knot has fully tied
will it ever be wholly satisfied.
See how I relinquish to you, my love,
all my being and eminence sublime.
cherish this gift by my love proffered,
You will find in me such glorious company,
and in my very own arms held tenderly
you will enjoy what no one has deserved.
– Luisa de Carvajal y Mendoza (Übertragung ins Englische von Anne J. Cruz), „Geistliches Sonnett“ 18.

## Nachleben
Carvajal hatte beim Ablegen ihres Armutsgelübdes erklärt, dass sie ihre sterblichen Überreste in einer Jesuitenkirche oder einem Jesuitenkolleg aufbewahren lassen wollte. Dieser Wille wurde ihr nicht erfüllt. Der spanische Botschafter Diego Sarmiento de Acuña wurde von König Phillip III. beauftragt, ihre sterblichen Überreste nach Madrid zu schicken, wo sie bis zum heutigen Tag im Real Monasterio de la Encarnación liegen.
Unmittelbar nach ihrem Tod begannen Freunde und Priester wie Ines de la Asuncion, ihre Lebensgeschichte in ganz Europa zu verbreiten, in der Hoffnung, den Seligsprechungsprozess für Carvajal einzuleiten. Allerdings gab es viele Kontroversen um Carvajals Tod. Der Tod an einer Atemwegserkrankung schloss eine Seligsprechung als Märtyrerin aus.
Judy Chicago widmete Carvajal eine Inschrift auf den dreieckigen Bodenfliesen des Heritage Floor ihrer 1974 bis 1979 entstandenen Installation The Dinner Party. Die mit dem Namen Luisa de Carvajal beschrifteten Porzellanfliesen sind dem Platz mit dem Gedeck für Anna Maria von Schürmann zugeordnet.
Im Jahr 1990 wurde der Airbus A340-313X der Iberia mit der Seriennummer EC-HQN mit Standort Mexiko-Stadt nach Carvajal benannt.